# الحرس القومي العربي
قالب:فصيل حزبي
الحرس القومي العربي هو قوة مقاومة عربية متطوعة غير مذهبية تعمل في الوطن العربي  تؤمن بالوحدة العربية والمقاومة والاشتراكية تتبنى أيديولوجية قومية عربية، بعيدًا عن أي تطرف طائفي أو عرقي أو ديني، لها مجلس قيادة عامة يترأسه اللبناني أسعد حمود من بلدة كفرملكي جنوب لبنان، ويضم ناصر التونسي وليث الاردني وابو رأفت الفلسطيني وغيث المصري.
المقر الرئيسي للحرس القومي العربي بيروت - لبنان وله مجلس سياسي يضم كل من اللواء خالد كريدية، ناصر سليمان، اسماعيل حفوضة، عصام فاخوري، عبدالله حمود.
برز من الحرس القومي العربي ٤ كتائب جول جمال، وديع حداد، محمد براهمي وحسين حمود، قدم مئات الشهداء واخرهم خلال عملية طوفان الأقصى قائد كتيبة حسين حمود "حيدر العاملي" محمد انس التمر "عهد" والذي ارتقى في الجولان السوري المحتل.
وتضم عضوية الحرس القومي العربي مواطنين من مجموعة متنوعة من الدول العربية من بينها مصر و‌العراق و‌لبنان و‌فلسطين و‌تونس والجزائر وسوريا و‌اليمن، وكان بعض أفراد الميليشيا قد حاربوا سابقًا في الحرب الأهلية الليبية و‌حرب العراق.

## الأيديولوجية
أيديولوجية الجماعة، تتماشي مع مبادئ القومية العربية، وكذلك مع معاداة الصهيونية والاستعمار، وللحرس القومي العربي بيانه الخاص، حيث ذكر أن أسماء الوحدات مستوحاة من السياسيين والشهداء العرب الذين قادوا حركات علمانية وعربية قومية في منطقه الشرق الأوسط وشمال أفريقيا أو قتلهم الإسلاميون.